# André Sandoz
Pour les articles homonymes, voir Sandoz (homonymie).
 (septembre 2024).
Si vous disposez d'ouvrages ou d'articles de référence ou si vous connaissez des sites web de qualité traitant du thème abordé ici, merci de compléter l'article en donnant les références utiles à sa vérifiabilité et en les liant à la section « Notes et références ».
André Sandoz, né le 18 septembre 1911 à La Chaux-de-Fonds et mort le 16 mai 2006 dans sa ville natale, est un homme politique suisse.

## Biographie
Juriste, licencié en droit de l'Université de Neuchâtel, il pratique le barreau de 1938 à 1940. À ce titre, il défend des militants de gauche impliqués dans les événements du 25 janvier 1937 (échauffourées après la conférence de Jean-Marie Musy et mort du docteur Bourquin).
Il est chancelier de la ville de La Chaux-de-Fonds de 1940 à 1953. De 1953 à 1960, il est membre du Conseil d'État neuchâtelois chargé de la justice et de l'industrie. Il préside la section socialiste de Neuchâtel pendant une partie de cette période. De retour à La Chaux-de-Fonds, il préside le Conseil communal de 1960 à 1970. Il siège au Conseil national de 1963 à 1971 et est membre de son bureau. Il fait également partie du Grand Conseil neuchâtelois (1949-1953, 1961-1981) et y préside le groupe socialiste à deux reprises (1961-1967 et 1974-1976). Il remplace Pierre Graber au sein de la commission fédérale des bons offices pour la question jurassienne. 
Acquis au socialisme par les enseignements d'André Philip et du pasteur Paul Pettavel, André Sandoz adhère au Parti socialiste en 1936. Il mit ses talents d'orateur et de juriste au service de la démocratie. Il lutte dans le cadre des Amis de l'Espagne républicaine. Il a à cœur de défendre des causes telles que la démocratisation de l'appareil judiciaire, l'extension des droits et des libertés individuelles, la protection des locataires et l'amélioration du statut des travailleurs immigrés. En 1971, il fut membre du comité qui a lancé l'initiative populaire pour la décriminalisation de l'avortement.
Il écrit des articles sous les pseudonymes Le Huron ou sous celui d'Heraclès de Saint-Yves dans La Sentinelle.